# 邠国大长公主
邠国大长公主（？—983年），宋太宗第三女。
太平兴国七年（982年），出家为尼，号员明大师。八年（983年），员明大师去世。至道三年（997年），宋真宗即位，追封曹国长公主。景祐三年（1036年），宋仁宗进大长公主。元符年间宋徽宗封邠国大长公主。